# Mesija (judovstvo)
Mesija (hebrejsko מָשִׁיחַ) v prevodu pomeni maziljenec. V judovski kulturi se izraz nanaša na prihodnjega kralja Izraela, ki bo ponovno združil Jude in ustvaril mir ter sožitje na Zemlji.
V hebrejski bibliji Mesija označuje izraelske svečenike, preroke in kralje, ki so bili posvečeni s svetim oljem. Delo Tanak navaja napovedi prerokov o novem judovskem Mesiji.

## Verovanje
Judovska folklora navaja, da bo Mesija strl zle sile in ob pomoči preproka Elije sprožil zbiranje judovskih izgnancev. Med vladavino odrešenika se bo zgodilo vstajanje mrtvih, čemur bo sledil sodni dan človeštvu. Pokazala se bo pot na Edenski vrt. Pravični se bodo pridružili Mesiji v novem svetovnem redu, kjer bo zlo uničeno. Gostili se bodo z mesom ter pili vino, shranjeno od šestega dne stvarjenja. Med tem banketom naj bi Mojzes učil mesijansko Toro, kralj David bo pel, Mirjam bo plesala, Aron bo molil zahvalo. Tepelj v Jeruzalemu se bo sezidan spustil na svoj prostor, kjer je stal pred porušenjem.